# ونسان دو گورنه
ونسان دو گورنه (انگلیسی: Jacques Claude Marie Vincent de Gournay; ۲۸ مهٔ ۱۷۱۲ – ۲۷ ژوئن ۱۷۵۹) یک اقتصاددان اهل فرانسه بود.